# Маркув-Товажиство
Маркув-Товажиство (пол. Marków-Towarzystwo) — село в Польщі, у гміні Мщонув Жирардовського повіту Мазовецького воєводства.
Населення — 176 осіб (2011).
У 1975-1998 роках село належало до Скерневицького воєводства.

## Демографія
Демографічна структура станом на 31 березня 2011 року:
|          | Загалом | Допрацездатний вік | Працездатний вік | Постпрацездатний вік |
| -------- | ------- | ------------------ | ---------------- | -------------------- |
| Чоловіки | 84      | 13                 | 59               | 12                   |
| Жінки    | 92      | 21                 | 51               | 20                   |
| Разом    | 176     | 34                 | 110              | 32                   |